# T-symbolen

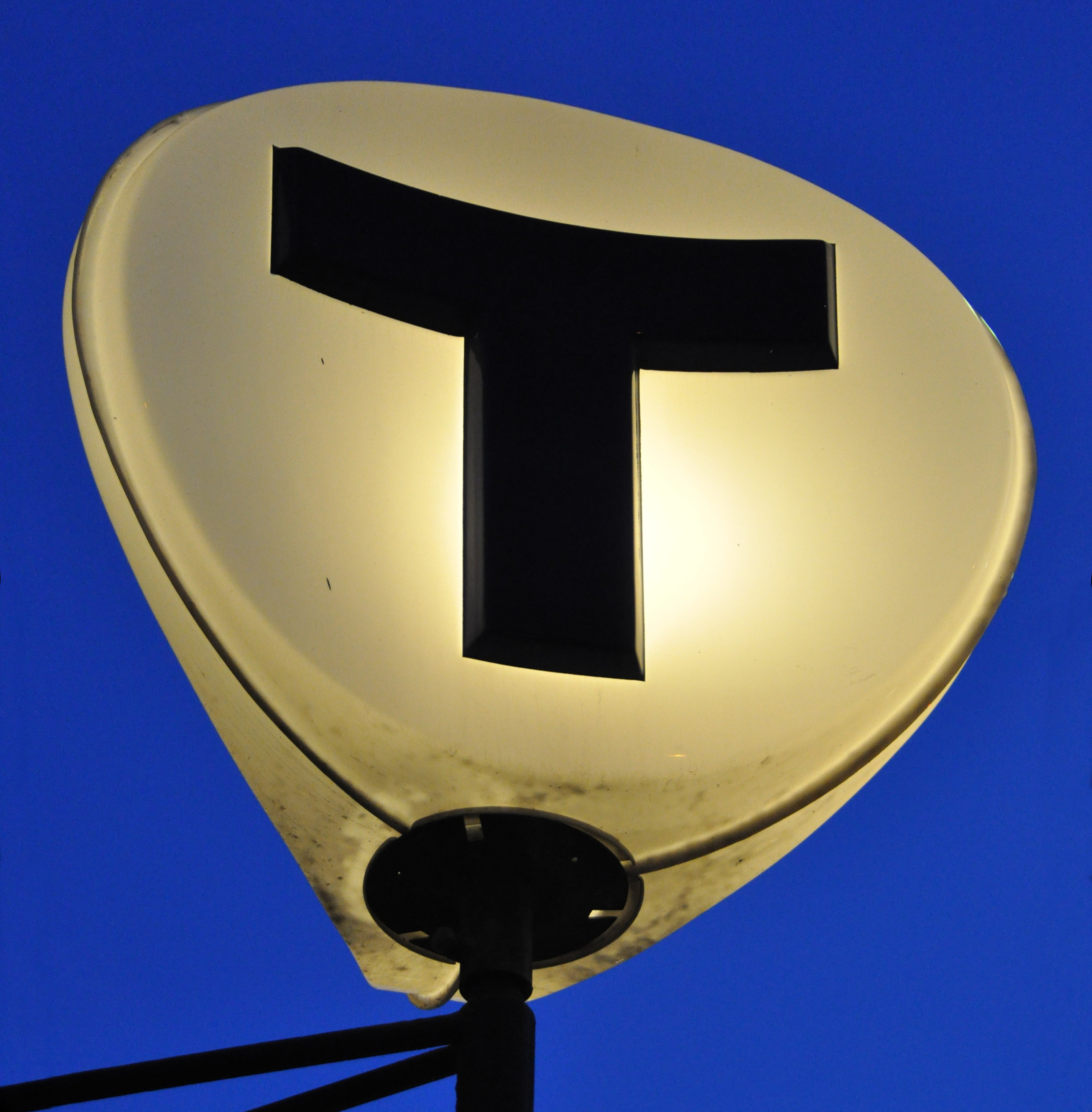
Den lysande T-symbolen vid Hötorgets tunnelbanestation.

T-symbolen är en logotyp som används sedan 1933 för lokalisering av stationer för Stockholms tunnelbana. Det ursprungliga utförandet skapades av konstnären Kalle Lodén och bestod av en plåtskylt med ett ”T” i en cirkel. År 2013 nominerades den lysande T-symbolen till årets Lysande skylt.

## Historik

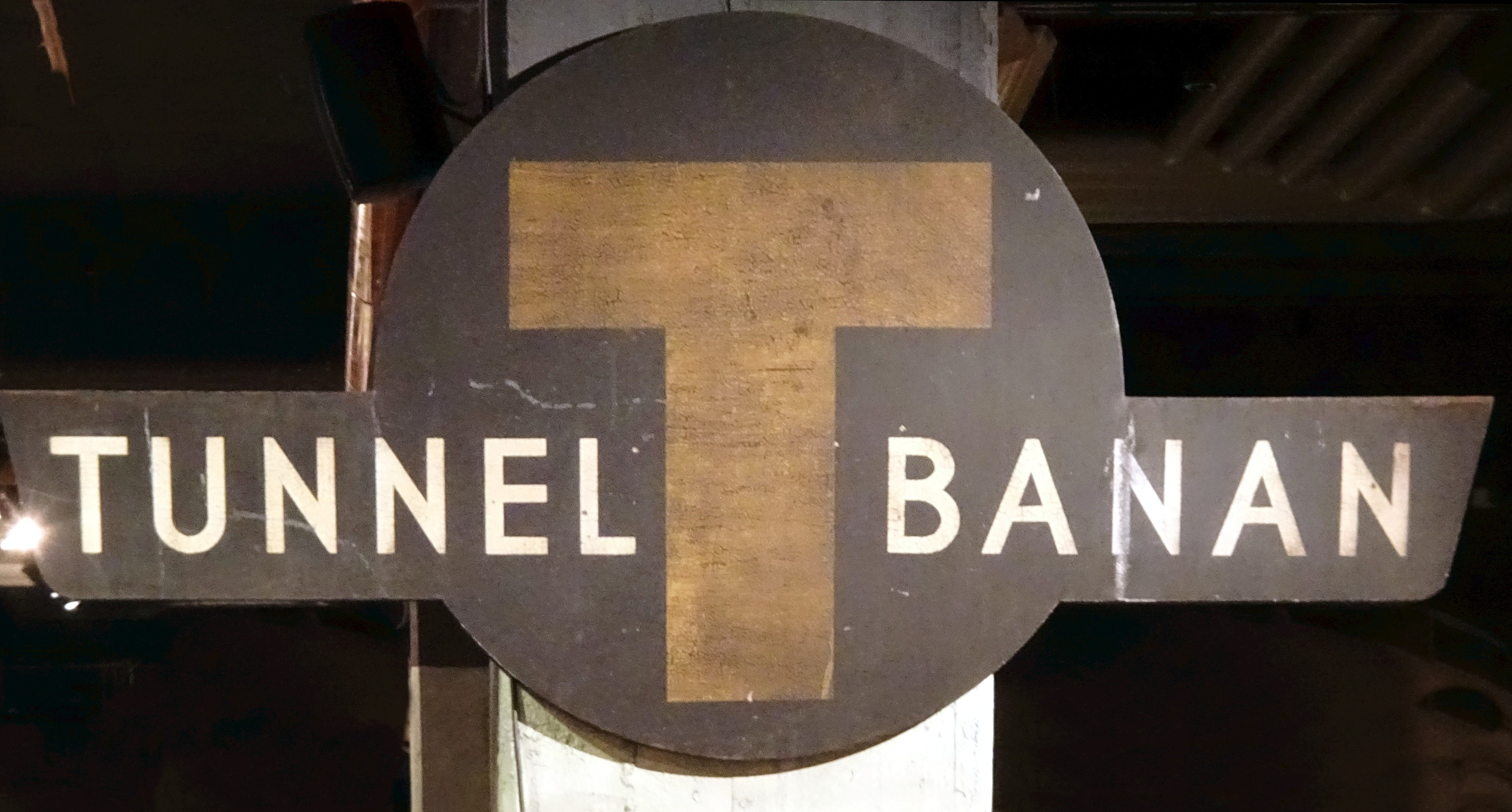
Den första skylten hade T:et i klar citrongul färg, här ett blekt exemplar på Spårvägsmuseet.

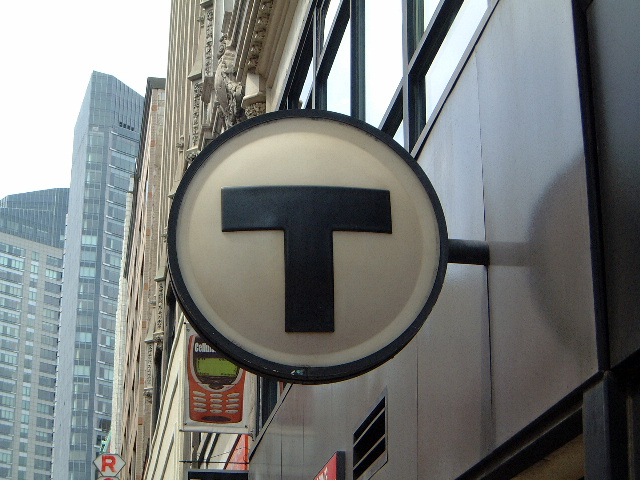
MBTA:s "T" i Boston, 2006.

När Södertunneln i Stockholm invigdes 1933 var konstnären Kalle Lodén ansvarig för skyltar och stationernas färgsättning. Han skapade då den första versionen av dagens tunnelbanesymbol med bokstaven "T" i en cirkel. Beställare var den då 27-årige Holger Blom som var ansvarig arkitekt för tunnelbanebygget i Stockholm. Blom önskade en skylt med tydliga färgangivelser: ”Det versala T:et i klar citrongul färg samt ”tunnelbanan” i vit text på svart botten”.
Med tiden har skyltarna och symbolen utvecklats och 1952 började man använda symbolen på en tresidig plåtskylt för att den skulle synas från alla håll. På slutet av 1950-talet lanserades en ny variant i form av en lykta med konkava sidor i vit, halvgenomskinlig plast; den tändes för första gången 1958 vid ingången till Stockholms tunnelbanestationer och den används än i dag för att markera entréerna. T-symbolen anses vara en enkel och tydlig symbol för att lokalisera tunnelbanestationerna.
År 2013 nominerades den lysande T-symbolen till årets Lysande skylt. Juryns motivering: ”I andra metropoler syns U och M men Stockholm visar världsklass med ett stilrent T i blått. Tunnelbanans första T skapades redan 1933. Sedan 1950-talet är T-symbolen en vägvisande lysande lampa. T fyller 80 i år.”

## Andra länder
På 1960-talet antogs en i det närmaste identisk symbol för Massachusetts Bay Transportation Authority (MBTA) som bland annat driver Bostons tunnelbana. Här står "T" för "Transportation" och "The T" blev snabbt en synonym för hela MBTA. Likaså i Oslos tunnelbana började man använda en liknande symbol.
Liknande skyltar med andra bokstäver som "M" (för Metro) eller "U" (för U-Bahn) finns i andra länder, dock oklart vilka som inspirerat vilka. U-skylten i Berlins tunnelbana kom redan 1928. Den tresidiga T-symbolen i vit, halvgenomskinlig plast med invändig belysning inspirerade även tillkomsten av motsvarande skylt för Stockholms pendeltåg. Den visar ett "J" för järnväg, inte ett "P" då det kunde förväxlas med en parkeringsskylt.

## Bilder

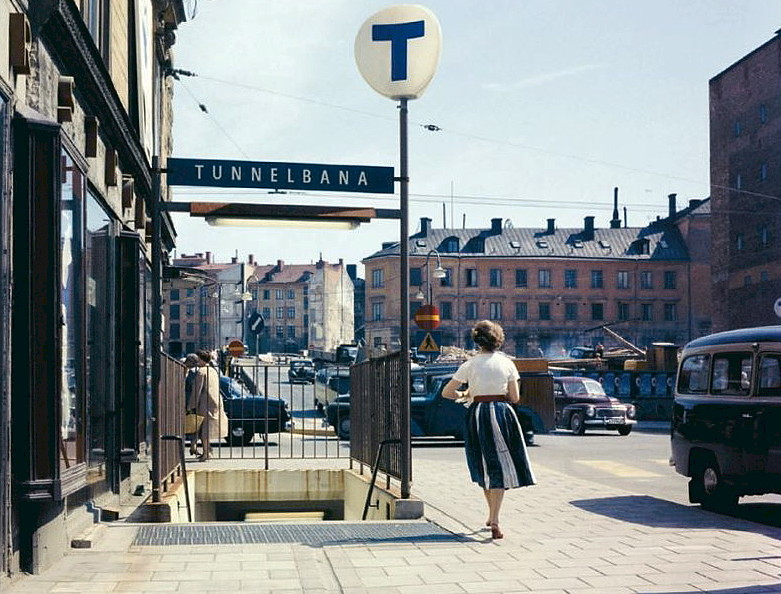
Provisorisk nedgång i hörnet Drottninggatan/Klarabergsgatan, 1950-tal.
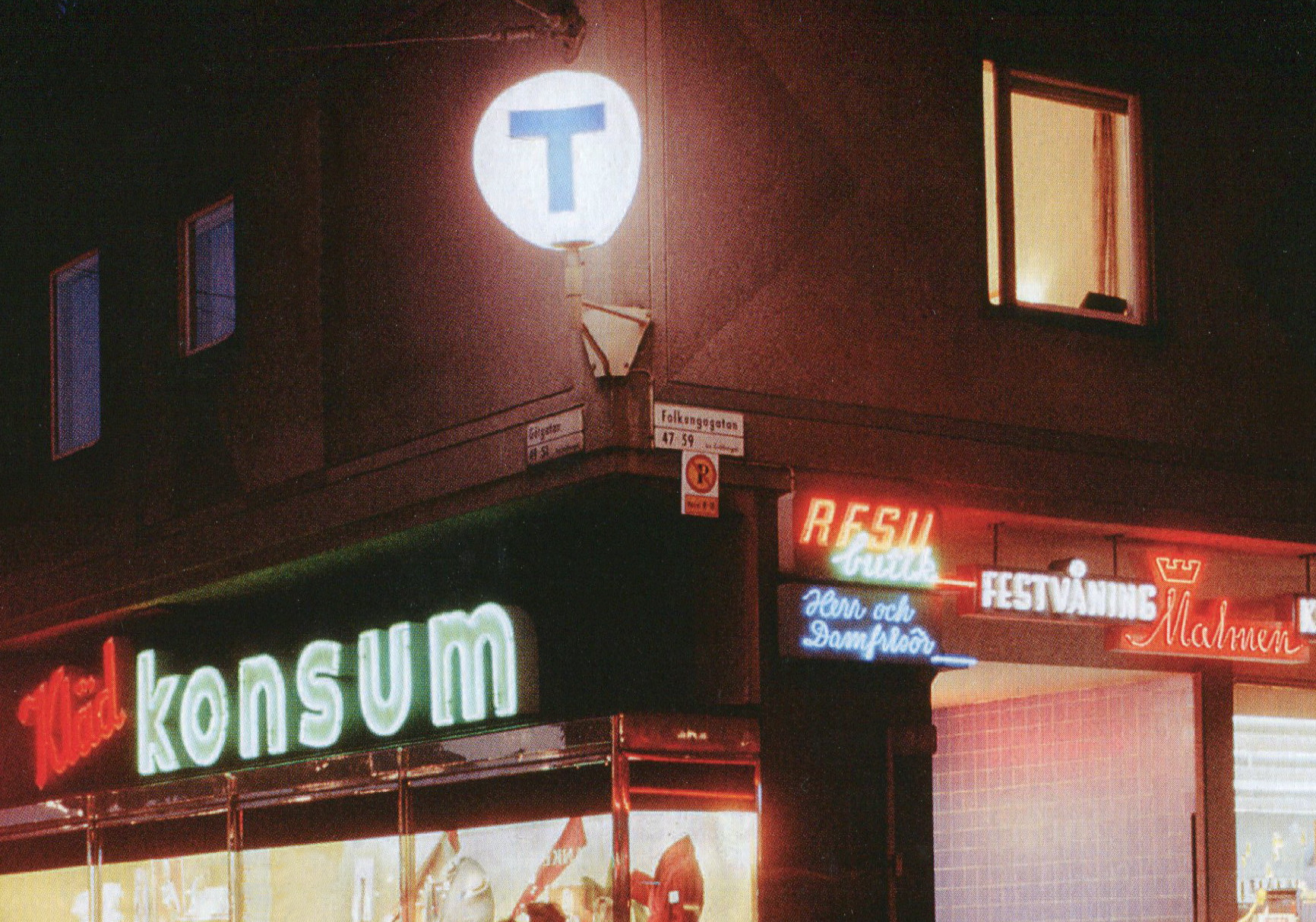
Station Medborgarplatsen, hörn Hotell Malmen, 1958.
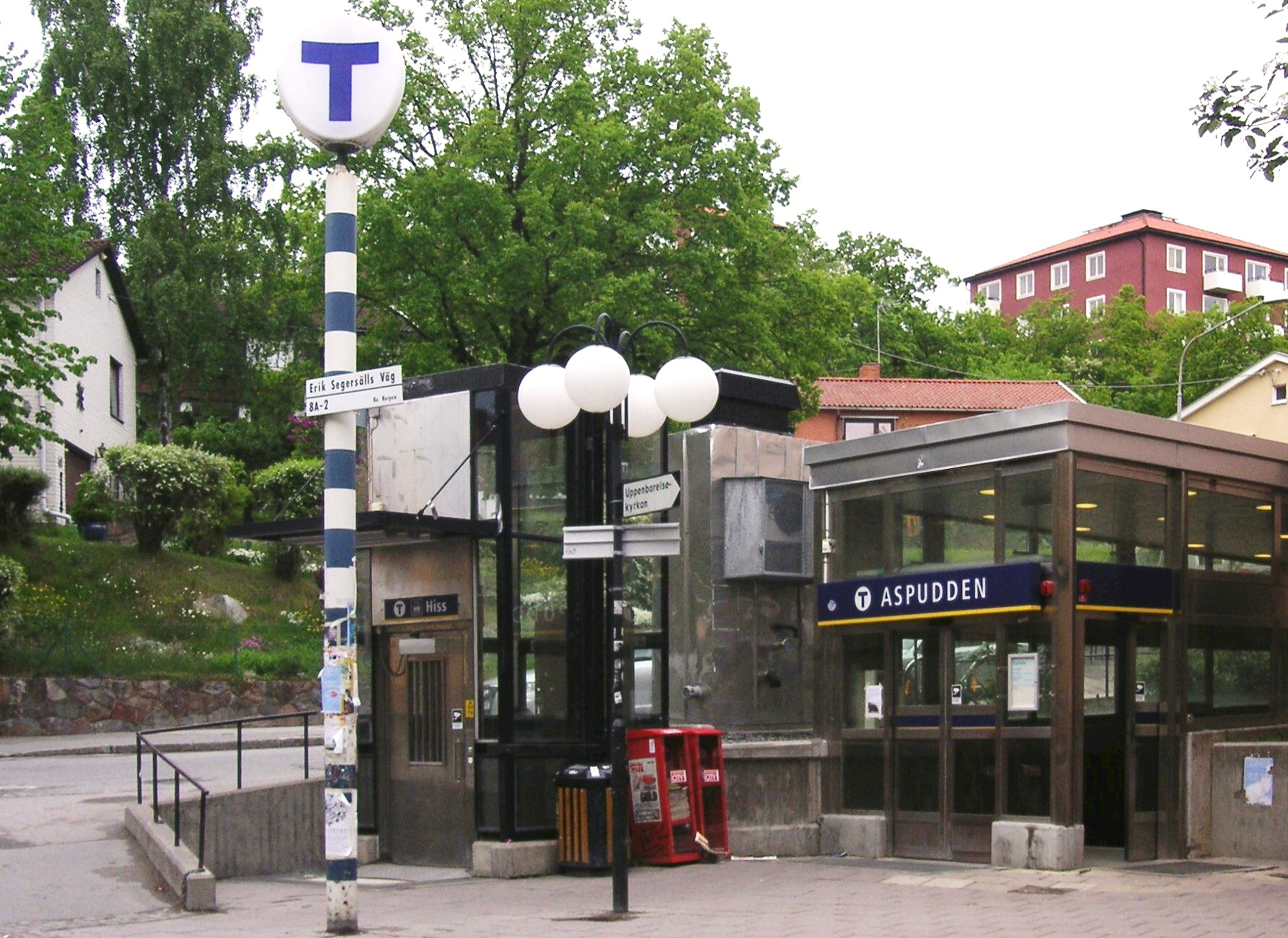
Aspudden, 2011.
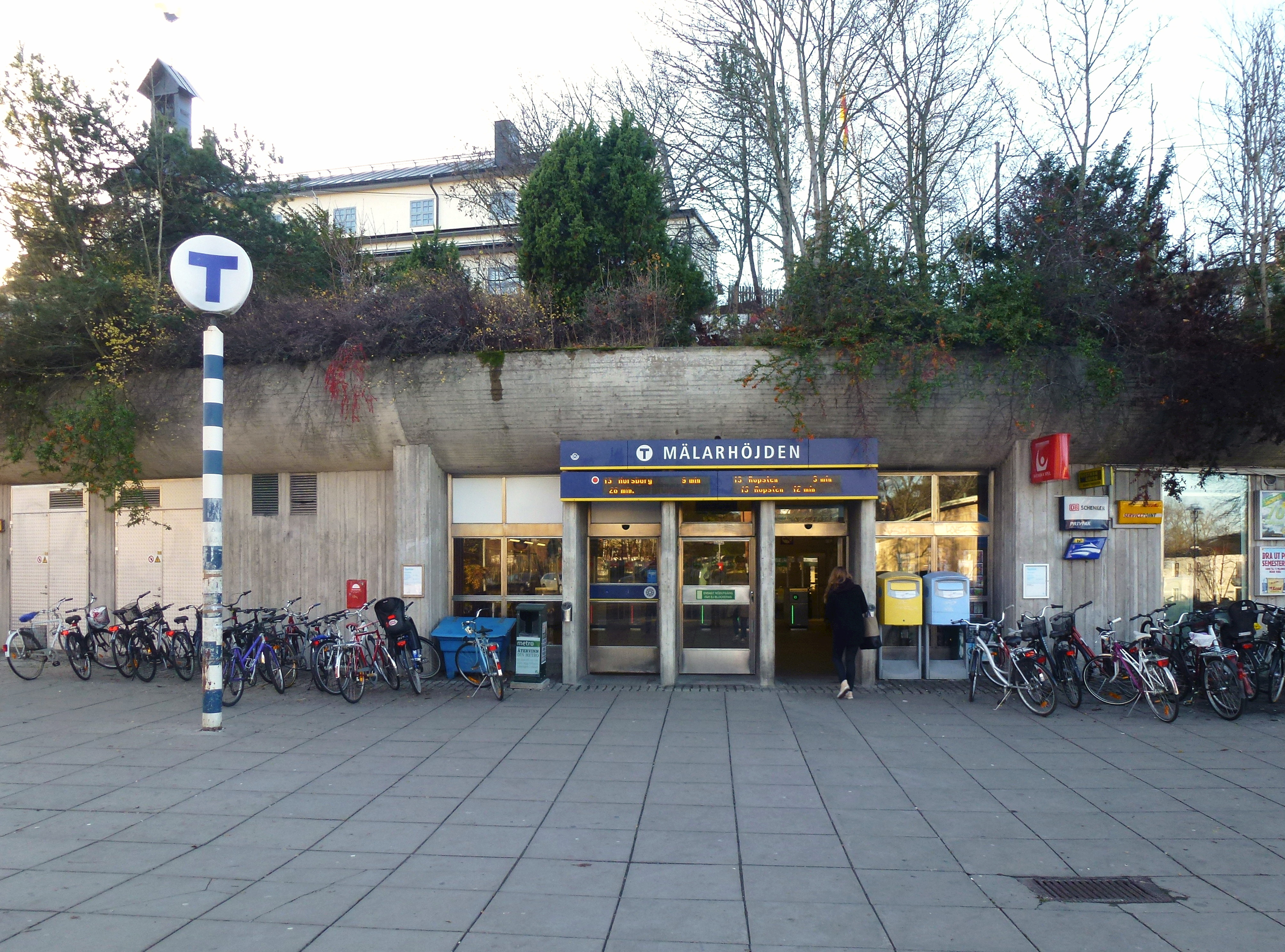
Mälarhöjden, 2013.
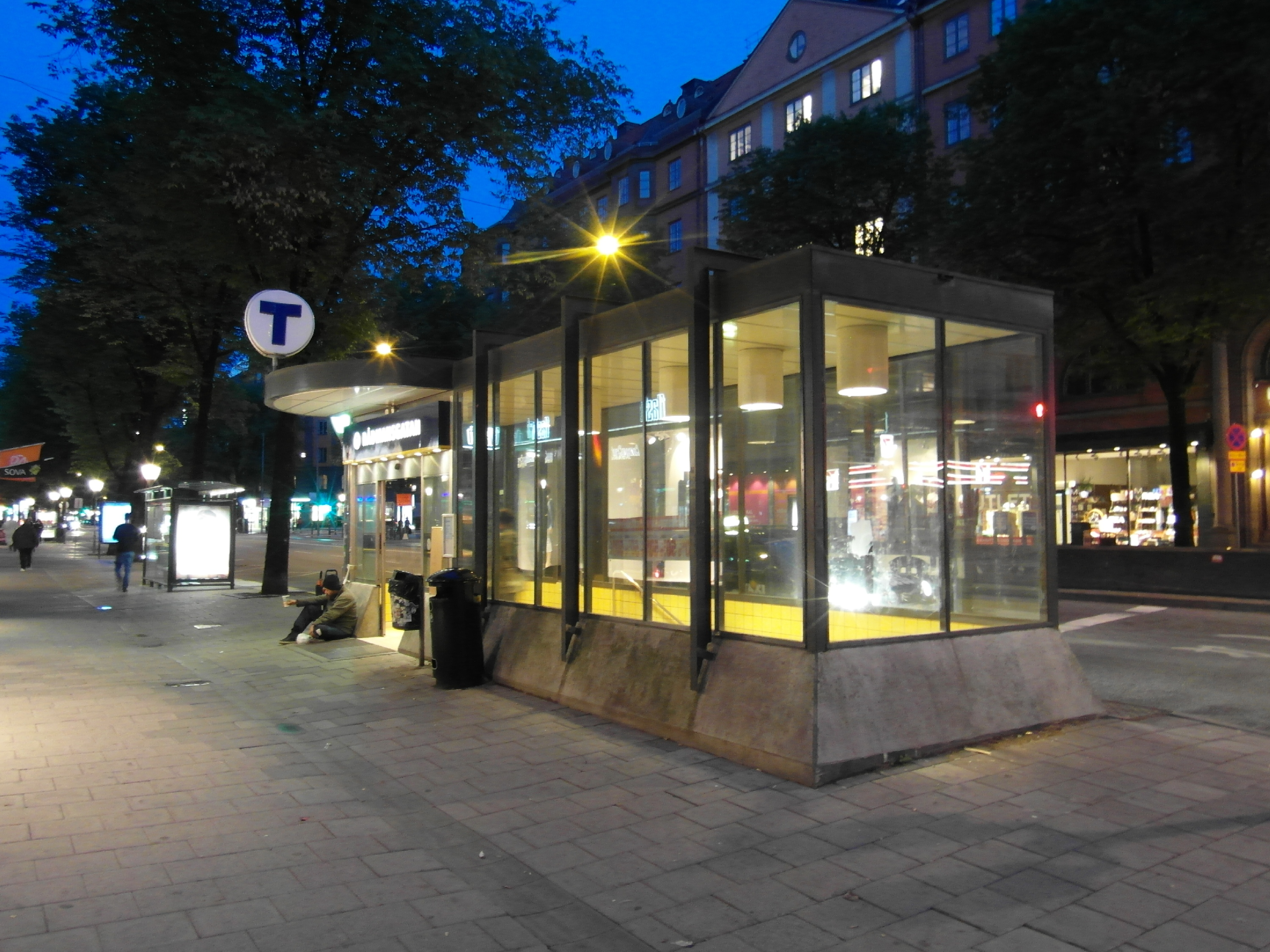
Rådmansgatan, 2013.
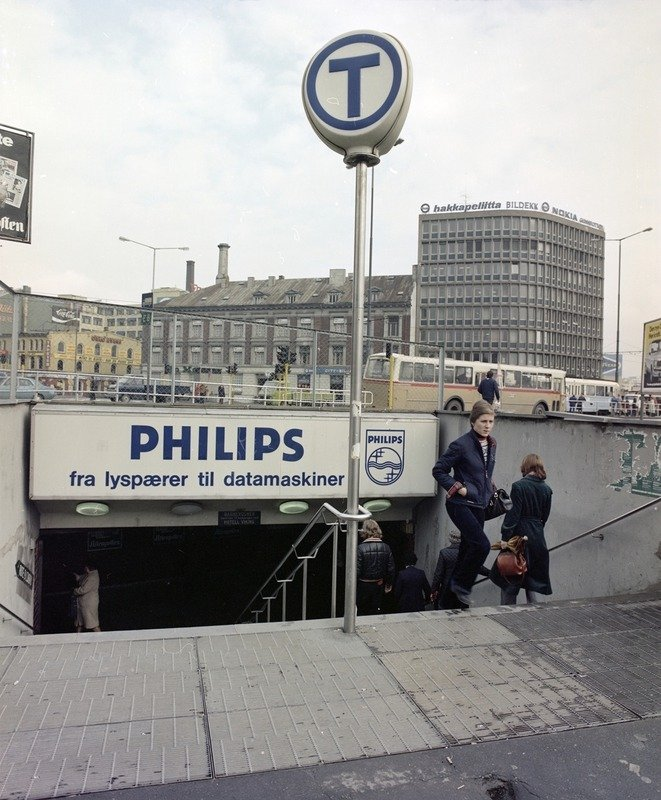
Oslos tunnelbanas T-symbol

## Ny formgivning
| Den klassiska och en nyare T-symbol. |  | Den klassiska och en nyare T-symbol. |
| Den klassiska och en nyare T-symbol. |  |                                      |

I början på 2000-talet togs en ny grafisk profil fram för SL av formgivaren Igor Kazakov. Den grafiska profilen vars utformning baserades på två spårliknande balkar skulle omfatta alla skyltar och symboler, inklusive T-symbolen och SL:s logotyp. SL:s styrelse gillade dock inte förslaget och 2004 beslutades att den gamla logotypen skulle vara kvar. Delar av den nya grafiska profilen användes dock under en tid i vissa trycksaker, såsom kartor och tidtabeller, men togs efter några år bort helt.